# Eli Content
Eddy Elia (Eli) Content (Vevey, 14 augustus 1943 – Amsterdam, 19 mei 2022) was een Nederlands schilder, tekenaar en collagist. In zijn kunst is zijn joodse achtergrond duidelijk aanwezig.

## Biografie
Content werd in 1943 geboren in het Zwitserse Vevey, nadat zijn ouders daar een jaar eerder waren aangekomen op de vlucht voor de nazi's. Na de oorlog keerde het gezin terug naar Nederland en groeide Content op in Hilversum. Al op jonge leeftijd had hij belangstelling voor kunstzinnige uitingen en bezocht hij tentoonstellingen bij de Hilversumse Steendrukkerij de Jong & Co, ontdekte hij de poëzie en de kunst van Cobra. Aanvankelijk kon hij zijn kunstenaarsdroom niet najagen en werd hij op zijn 14de door zijn vader - een vleeshandelaar - naar de slagersvakschool gestuurd. Daarna werd hij koksmaat op de Holland-Afrikalijn, gevolgd door drie jaar in een kibboets in Israël. Terug in Amsterdam werkte hij in de keuken van een restaurant.
Content werd gegrepen door schilderen en dichten en probeerde tevergeefs hiermee succesvol te zijn. Om zich verder te bekwamen, meldde hij zich uiteindelijk in 1974 aan bij Ateliers '63, waar hij werd aangenomen en een jaar later zijn opleiding afrondde. In 1976 was zijn werk voor het eerst te zien in Stedelijk Museum Amsterdam en hierna wist hij een naam op te bouwen als beeldend kunstenaar. Aanvankelijk met abstracte werken, maar later ook met figuratie. In 1979 kreeg hij een solotentoonstelling in Museum Fodor in Amsterdam. In de jaren hierna volgden tentoonstellingen in binnen- en buitenland, waaronder het Stedelijk en het Van Gogh Museum in Amsterdam, het Van Abbemuseum in Eindhoven, de Barbican Art Gallery in Londen, het Jewish Museum in New York, de Benitez Gallery in Madrid en de Kunsttempel in Kassel.
Zijn meest hechte band ontwikkelde Content met het Joods Museum in Amsterdam, waarvoor hij een beschilderde loofhut (1989), het Monument voor de levenden (2000), de ramen met levensbomen en de beschilderde wand in het Kindermuseum (2006) en de cabana (loofhut) van de Portugese Synagoge (2011) maakte.
Daarnaast doceerde hij aan de Rietveld Academie in Amsterdam en de kunstacademie Kampen en de kunstacademie Zwolle.
In 2016 publiceerde Content het prentenboek Au Commencement bij de Franse uitgeverij Gallimard. In 2019 organiseerde het Joods Museum de overzichtstentoonstelling Eli Content. So Much I Gazed on Beauty, waarbij de gelijknamige catalogus verscheen. Voor het Kindermuseum van het Joods Museum maakte hij in datzelfde jaar de tentoonstelling Het Droombos. In 2020 exposeerde Content bij Galerie Onrust in Amsterdam een deel van de kartonknipsels die hij tijdens zijn ziekbed in 2020 maakte. In 2022 was Contents meest recente werk te zien in de tentoonstelling Lust for Life + more in Stedelijk Museum Kampen.
De laatste veertig jaar van zijn leven stempelde Content gedichten van verschillende dichters op papier en hing die voor het raam, als blijk van zijn liefde voor poëzie.
Content was sinds 2007 getrouwd met Nederlands politica en schrijfster Karina Schaapman.

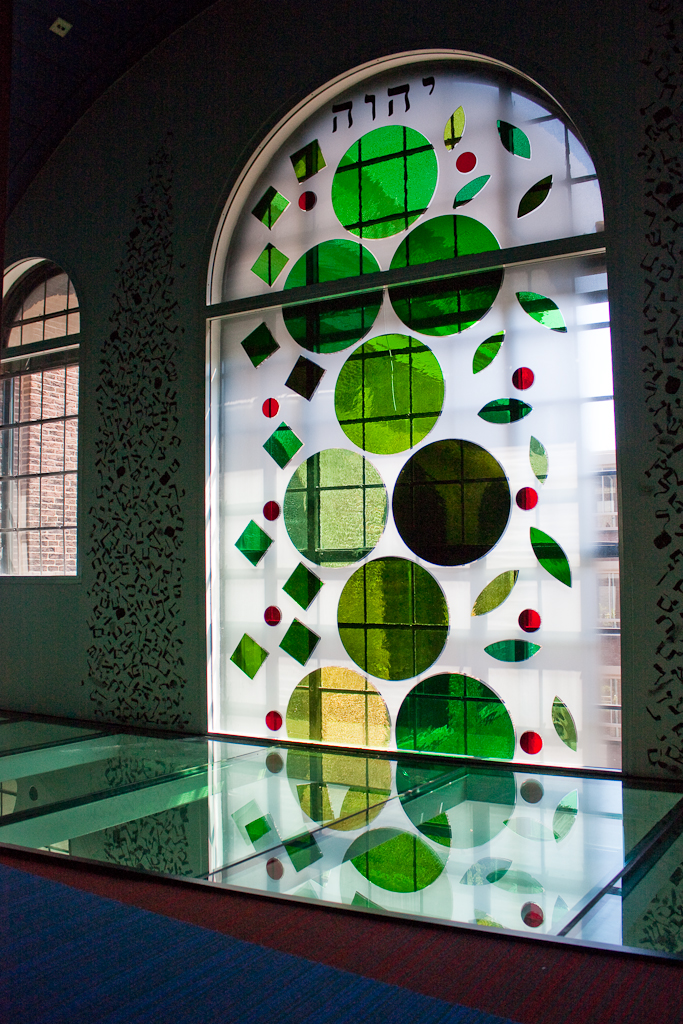
Levensboom in Joods Museum